# Bill Gilmour
William Wordsworth Gilmour detto Bill (9 agosto 1934) è un ex tennista e giudice di tennis australiano.

## Biografia
Da giovane era più indirizzato al nuoto, nel periodo scolastico ha stabilito i nuovi record di dorso alla Canterbury High School migliorando quelli precedentemente realizzati da un giovane Bruce Bourke.
Spesso è indicato come Bill Gilmour Sr. per distinguerlo dal figlio Bill Gilmour Jr. che ha a sua volta intrapreso la carriera tennistica.

## Carriera
A livello giovanile ha conquistato gli Australian Championships 1953 sia in singolare che nel doppio in coppia con Warren Woodcock, tra gli adulti ha raggiunto i risultati migliori nel doppio misto. In questa disciplina ha raggiunto i quarti di finale due volte agli Australian Championships, la prima nel 1954 con Loris Nichols e la seconda due anni dopo insieme a Dorn Fogarty, stesso risultato anche a Wimbledon 1955 in coppia con Daphne Seeney.
Una volta terminata la carriera agonistica è rimasto nel mondo del tennis ricoprendo il ruolo di giudice supervisore sia in Australia che in coppa Davis.